# Onufri
 (septembre 2023).
La mise en forme du texte ne suit pas les recommandations de Wikipédia : il faut le « wikifier ».
Les points d'amélioration suivants sont les cas les plus fréquents. Le détail des points à revoir est peut-être précisé sur la page de discussion.
- Les titres sont pré-formatés par le logiciel. Ils ne sont ni en capitales, ni en gras.
- Le texte ne doit pas être écrit en capitales (les noms de famille non plus), ni en gras, ni en italique, ni en « petit »…
- Le gras n'est utilisé que pour surligner le titre de l'article dans l'introduction, une seule fois.
- L'italique est rarement utilisé : mots en langue étrangère, titres d'œuvres, noms de bateaux, etc.
- Les citations ne sont pas en italique mais en corps de texte normal. Elles sont entourées par des guillemets français : « et ».
- Les listes à puces sont à éviter, des paragraphes rédigés étant largement préférés. Les tableaux sont à réserver à la présentation de données structurées (résultats, etc.).
- Les appels de note de bas de page (petits chiffres en exposant, introduits par l'outil «  Source ») sont à placer entre la fin de phrase et le point final[comme ça].
- Les liens internes (vers d'autres articles de Wikipédia) sont à choisir avec parcimonie. Créez des liens vers des articles approfondissant le sujet. Les termes génériques sans rapport avec le sujet sont à éviter, ainsi que les répétitions de liens vers un même terme.
- Les liens externes sont à placer uniquement dans une section « Liens externes », à la fin de l'article. Ces liens sont à choisir avec parcimonie suivant les règles définies. Si un lien sert de source à l'article, son insertion dans le texte est à faire par les notes de bas de page.
- La présentation des références doit suivre les conventions bibliographiques. Il est recommandé d'utiliser les modèles {{Ouvrage}}, {{Chapitre}}, {{Article}}, {{Lien web}} et/ou {{Bibliographie}}. Le mode d'édition visuel peut mettre en forme automatiquement les références.
- Insérer une infobox (cadre d'informations à droite) n'est pas obligatoire pour parachever la mise en page.

Pour une aide détaillée, merci de consulter Aide:Wikification.
Si vous pensez que ces points ont été résolus, vous pouvez retirer ce bandeau et améliorer la mise en forme d'un autre article.
Onufri (en albanais : Onufri ; grec moderne : Ονούφριος ; italien : Onufri), Onouphrios de Neokastro ou Onouphrios Argytes, était un archiprêtre d'Elbasan vivant au XVIe siècle, au début de l'ère ottomane en Albanie, et le plus important peintre de peintures murales et d'icônes orthodoxes de son époque dans la région,,,,.
Formé à Venise, il a imprégné la peinture d'icônes albanaise du climat artistique de la Renaissance italienne. Il fonde une école de peinture à Berat et étend son influence jusqu'à Kastoria (Macédoine actuelle, Grèce),,,. Ses œuvres sont d'une grande originalité et combinent des éléments post-byzantins et gothiques,. Les œuvres d'Onufri ont joué un rôle décisif dans le développement postérieur de l'art albanais, jusqu'au XIXe siècle.
Le musée iconographique Onufri, un musée national albanais à Berat, porte le nom du peintre.

## Biographie
On sait peu de choses avec certitude sur la vie d'Onufri et son existence n'a redécouverte qu'au début du XXe siècle. On pense qu'Onufri est né au début du XVIe siècle soit dans la région de Berat (dans l'actuelle Albanie), soit près de Kastoria ou de Grevena (dans le nord de la Grèce d'aujourd'hui). L'épithète Argitis qui apparaît dans une fresque dans l'église des Saints Apôtres près de Kastoria pourrait suggérer qu'Argos est son lieu de naissance mais, comme elle n’apparaît qu'une seule fois, il est probable qu'elle se réfère à un emplacement dans la région de Kastoriá.
La qualité impeccable des inscriptions calligraphiques grecques indiquent qu'Onufri il a reçu une éducation de haut niveau. Il a fait ses études dans la république de Venise et a été membre de la Fraternité grecque de Venise.
Onufri a été actif à Berat et, peut-être, à Venise jusqu'en 1547. Puis il travailla à la fois à Berat et à Kastoria et en 1555, à Shelcan près d'Elbasan. Il a peut-être aussi été le peintre de diverses peintures murales dans l'église Saint-Nicolas près de Prilep (Macédoine du Nord). Après 1554, il vécut et peignit dans le village de Valsh.
Dans un certain nombre d'églises, ses œuvres étaient signées du titre « Protopapas » (grec moderne : Πρωτόπαππας), ce qui signifie qu'il occupait une position élevée dans la hiérarchie de l'Église. Cependant, sa signature n'a pas été conservée sur des icônes qui lui ont également été attribuées, comme une icône Dodekaorton qui est conservée au musée national d'Art médiéval à Korçë.

## Œuvre
Onufri a introduit plus de réalisme et d'individualité dans les expressions faciales de ses peintures, rompant ainsi avec les conventions strictes de l'époque.
Selon Georgios Golobias, les œuvres d'Onufri ont été considérablement influencées par l'art occidental en raison de son éventuel séjour à Venise, compte tenu qu'il était membre de la fraternité grecque locale. A contrario, Manolis Chatzidakis affirme que les traces de cette influence occidentale sont peu nombreuses et que celles-ci peuvent s'expliquer par le contact avec les peintures de l'école crétoise.
Son travail se distingue par l'utilisation intense des couleurs et l'utilisation de colorants naturels. Selon Lucia Nadin (sq), la peinture d'Onufri atteste bien le rouge comme couleur traditionnelle albanaise. Il fut aussi le premier à introduire la couleur rose dans la peinture d'icônes. Le secret de fabrication de cette couleur n'a d'ailleurs pas été transmis et a disparu avec lui.
Onufri a fondé une école de peinture à Berat, qui a été transmise à son fils Nikollae et, à sa mort, à Onouphrios Cypriotes (Onufri Cypriota) et Kostandin Shpataraku.
Dans le climat de l'époque, la peinture d'icônes chrétiennes peut être vue comme un acte pour défendre la culture pré-ottomane.